# Adenanthos drummondii
Adenanthos drummondii (лат.) — кустарник, вид рода Аденантос (Adenanthos) семейства Протейные (Proteaceae), произрастающий на южном побережье Западной Австралии. Куст высотой 0,2-1,0 м с красными или жёлтыми соцветиями.

## Ботаническое описание
Adenanthos drummondii — кустарник высотой до 1 м с лигнотубером. Листья расположены пучками на вершинах ветвей, глубоко сегментированные и округлые в сечении, обычно длиной 5-10 мм, диаметром менее 0,5 мм, с короткими прижатыми волосками. Околоцветники длиной около 12 мм, жёлтые в основании, алые на вершине, опушённые снаружи, с пучком волосков. Столбик в бутоне резко изогнутый, после того, как цветок распускается он становится резко изогнутый в основании и почти прямой вверху, опушённый только у основания, 30 мм длиной; завязь опушена короткими волосками. Цветёт в августе — ноябре.
Отличается от других аденантосов красными и жёлтыми цветками, а также резко изогнутым, почти прямым столбиком во время цветения. Кроме Adenanthos drummondii пучок волос, закрывающий горло цветка, встречается только у A. argyreus.

## Распространение и местообитание
A. drummondii — эндемик Западной Австралии. Встречается между Нью-Норча, Вонган-Хиллз и Три-Спрингс. Растёт в квонгане. Произрастает в биорегионах Эйвон-Уитбелт, песчаные равнины Джералдтон, леса Джарра и прибрежная равнина Суон.

## Охранный статус
Международный союз охраны природы классифицирует природоохранный статус вида как «вымирающий». Виду угрожает развитие сельского хозяйства и горнодобывающей промышленности в ареале, а также инвазивные растения и заболевания.